# Moussonvilliers
Moussonvilliers era una comuna francesa situada en el departamento de Orne, de la región de Normandía, que el 1 de enero de 2018 pasó a ser una comuna delegada de la comuna nueva de Charencey al fusionarse con las comunas de Normandel y Saint-Maurice-lès-Charencey.

## Demografía
| Gráfica de evolución demográfica de Moussonvilliers entre 1800 y 2015 |
|                                                                       |

Los datos demográficos contemplados en este gráfico de la comuna de Moussonvilliers se han cogido de 1800 a 1999 de la página francesa EHESS/Cassini, y los demás datos de la página del INSEE.